# Episcop

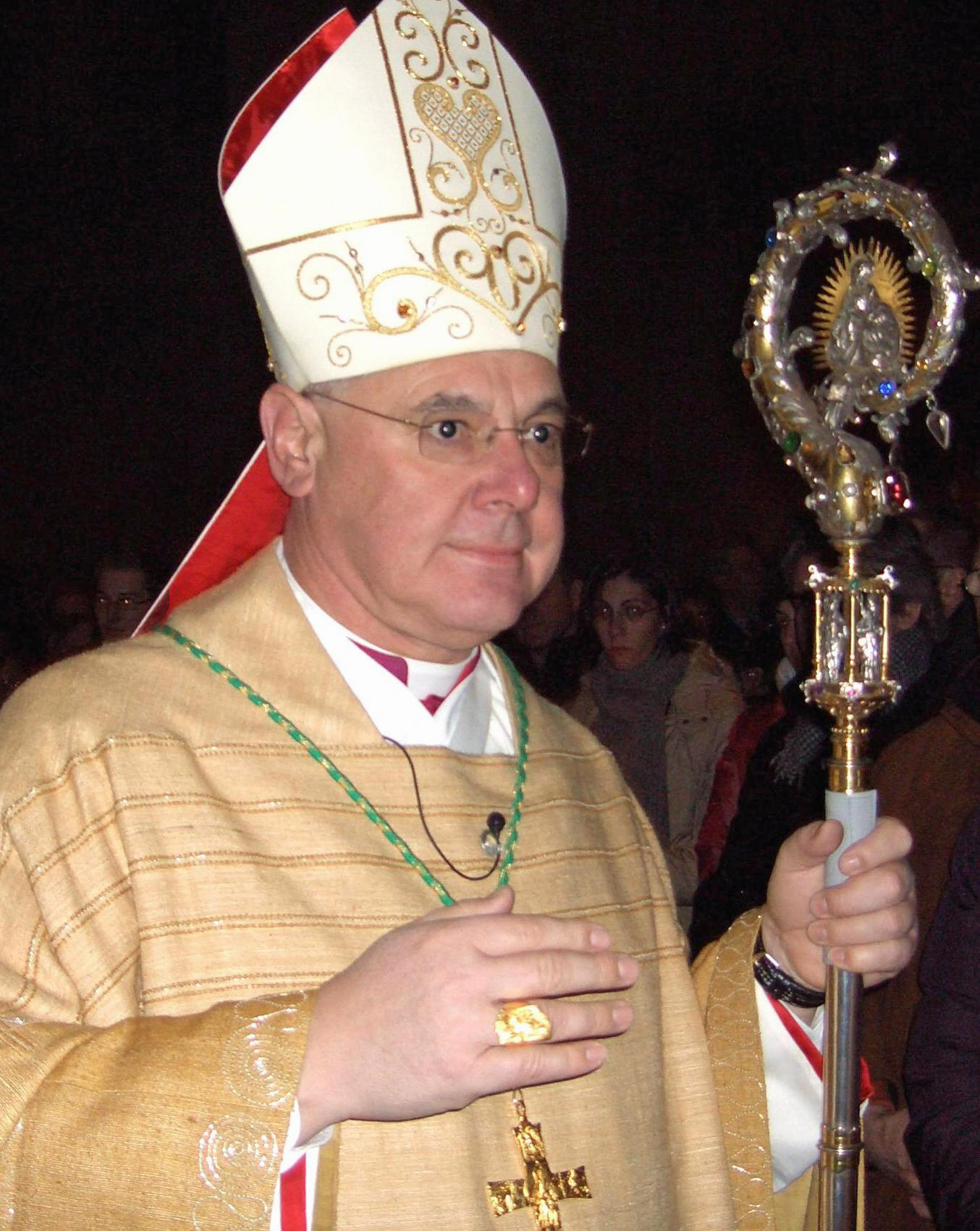
Episcop catolic

Episcopul (din greacă ἐπίσκοπος „episkopos”, epi = "tot", "peste" + scopein = "a vedea", în înțelesul "supraveghetor") este un membru consacrat al clerului creștin. În cultele creștine care mențin o formă de organizare episcopală, autoritatea este exercitată de un episcop. Rolul său poate varia semnificativ de la o denominație la alta.

## Episcopul în Noul Testament
În Noul Testament cuvântul episcop apare de cinci ori.
- Faptele Apostolilor 20:28 [1]
- Filipeni 1:1 [2]
- 1 Timotei 3:2 [3]
- Tit 1:7 [4]
- 1 Petru 2:25 [5]

Termeni în relație cu episkopos apar în alte doua versete. Unele traduceri folosesc cuvântul episcop, pe când altele "supraveghetor" sau "priveghetor". Teologii sunt împărțiți în legătură cu care traducere ar fi corectă și care versete referă noțiunea de episcop așa cum este uzată în prezent și care versete referă pur și simplu capacitatea generică de "supraveghetor" sau "priveghetor".
În opinia unora funcția Nou Testamentară a episkopoi nu a fost specific instituită de Iisus Hristos în măsura în care Evanghelia o exprimă, dar apare ca naturală în evoluția practică a bisericii din timpul apostolilor din secolele întâi și al doilea după Hristos. În opinia altora structura episcopală a fost prezentă de la început în primele biserici locale. În sprijinul acestui punct de vedere, porțiunea din Noul Testament care menționează cuvântul episkopoi nu pare sa specifice consacrarea unui nou tip de funcție, ci sa clarifice o poziție deja existentă în Biserică de la început. Pe alocuri (în particular în versetele din Epistola către Tit) apare ca funcția de episkopos e deseori similară celei de prezbiter (πρεσβυτερος) sau bătrân al bisericii. Epistola către Timotei menționează diaconi (διακονοι) într-o manieră care diferențiază funcția de diacon de cea de episcop, fiindu-i subordonată celei din urma, implicând totodată aceeași calificare. Exista referiri ca adunările de la începuturi ar fi avut mai mulți episkopoi, adică mai multe persoane având această funcție simultan în aceeași adunare, cea ce diferă de rolul episcopului din secolul doi.
În Faptele Apostolilor, episkopoi sunt menționați ca fiind păstori ai turmei, imagine care se păstrează până în ziua de azi. Alte pasaje ii descrie ca călăuzitori, administratori și învățători. În 1 Timotei, episkopoi trebuie sa fie căsătoriți cu o singură soție, ceea ce arată că poligamia era frecventă la creștini. Cea ce arată clar că nu exista nici o interdicție ca un episcop sa fie căsătorit și să aibă și copii. Cel mai cunoscut exemplu este Apostolul Petru însuși, care era căsătorit și avea copii.
Este de asemenea interesant ca în al doilea capitol 1 Petru, Isus este descris ca 'Pastorul și Episkopos sufletelor vostre' (τον ποιμενα και επισκοπον των ψυχων υμων).

## Episcopul în diferitele biserici creștine

### Biserica Romano-Catolică, Ortodoxă și Anglicană
Episcopul este acea persoană aleasă și sfințită prin sacramentul preoției, unsă în treapta superioară a episcopatului de către cel puțin doi episcopi, căreia de regulă îi este dată spre păstorire o dieceză. Episcopii vicari și auxiliari, precum și episcopii titulari nu primesc sub păstorire o episcopie activă, ci una istorică.

### Biserica Reformată
Episcopul reformat, numit superintendent, are doar atribuții suplimentare administrative, nu și sacramentale.

## Veșminte

### Creștinismul apusean (romano-catolicismul și anglicanismul)
Veșmintele episcopale sunt:
- mitra (varianta apuseană)
- crucea pectorală (în varianta apuseană)
- inelul episcopal
- pallium (îl doar poartă arhiepiscopi de rang foarte înalt)
- casulă
- dalmatică
- baston episcopal (în varianta apuseană)

### Creștinismul răsăritean (greco-catolicismul și ortodoxia)
Veșmintele episcopale sunt:
- mitra (varianta răsăriteană)
- engolpion (Iconiță rotundă sau ovală lucrată dintr-un metal prețios, cu chipul Mântuitorului sau al Sfintei Fecioare, pe care o poartă arhiereii la gât.)
- panagia
- omofor
- sacos
- mandyas
- baston episcopal (în varianta răsăriteană)